# Christel de Laat
Christel de Laat (Schijndel, 14 juli 1966) is een Nederlandse cabaretière, actrice en presentatrice.

## Biografie
De Laat werkte vanaf 1996 in een Brabantse feesterij. Daar begon ze al snel tijdens feestjes op te treden als het typetje Nel, waarmee ze ook op Omroep Brabant te zien was. In 2000 ging ze als zelfstandige aan de slag, waarbij de ze onder andere te zien was in televisieprogramma's Ook dat nog! en Toren C. Ook was ze te zien als actrice in een aantal series en films. Sinds 2019 presenteert ze op zaterdag van 12.00 tot 14.00 uur samen met Jordy Graat het radioprogramma Graat & de Laat op Omroep Brabant.
Op 18 april 2020 kreeg ze tijdens haar radioprogramma de commissarispenning uitgereikt van commissaris van de Koning Wim van de Donk.

## Theatervoorstellingen
- Warme Winter Show (2014) - Samen met Karin Bruers in theaters in Brabant[1]
- Vijftig jaar lief en leed (2017)[2]
- Zijn daar nog vragen over? (2018)[3]
- Hoe dan?! (2021-2024)[4]

## Filmografie
- Wolfseinde - Ma Kersjes (2008-2010)
- Toren C - Wilma (2008-2016)
- New Kids Nitro - Tourguide (2011)
- De Raad - Mevrouw de Bakker (2012)
- Kankerlijers - Psychiatrisch verpleegkundige (2014)
- Wiplala - Politieagente (2014)
- Smeris - Barvrouw (2015-2017)
- Adios Amigos - Gehandicapte vrouw (2016)
- Dokter Tinus - Betty van den Oetelaar (2016)